# موشی‌شی (فیلم)
موشی‌شی (به ژاپنی: 蟲師) با عنوان انگلیسی استاد حشرات، یک فیلم فانتزی ژاپنی محصول سال ۲۰۰۶، به نویسندگی و کارگردانی کاتسوهیرو اوتومو است، که بر اساس اقتباسی از مانگایی به همین نام، اثر یوکی اوروشیبارا ساخته شده‌است. در این فیلم بازیگرانی همچون جو اوداگیری در نقش شخصیت گینکو، ماکیکو اسومی، نائو اوموری و یو آئویی ایفای نقش می‌کنند. نخستین نمایش فیلم در سال ۲۰۰۶ و در طی جشنواره فیلم ونیز بود و سپس در ۲۴ مارس ۲۰۰۷ در کشور ژاپن اکران شد.